# Jarl Russell
Jarl Russell (eng. Earl Russel) er en arvelig titel i familien Russell. Den blev givet til den liberale politiker og premierminister Lord John Russell d. 30. juli 1861 af dronning Victoria. Han fik også titlen Viscount Amberley. Viscount-titlen bæres af den ældste søn af en earl (dansk: ~ jarl). Nogle gange er den brugt til at henvise til den første earl-søn, der aldrig har arvet titlen earl. Den tredje earl var filosoffen Bertrand Russell.

## Titelindehavere
- John Russell, 1. jarl Russell (1792-1878)
- John Francis Stanley Russell, 2. jarl Russell (1865-1931)
- Bertrand Arthur William Russell, 3. jarl Russell (1872-1970)
- John Conrad Russell, 4. jarl Russell (1921-1987)
- Conrad Sebastian Robert Russell, 5. jarl Russell (1937-2004)
- Nicholas Lyulph Russell, 6. jarl Russell (1968-2014)
- John Francis Russell, 7. jarl Russell (født 1971)

Det er for tiden ingen arving til titlen. Den nuværende indehaver har kun døtre og ingen sønner.